# Mayda

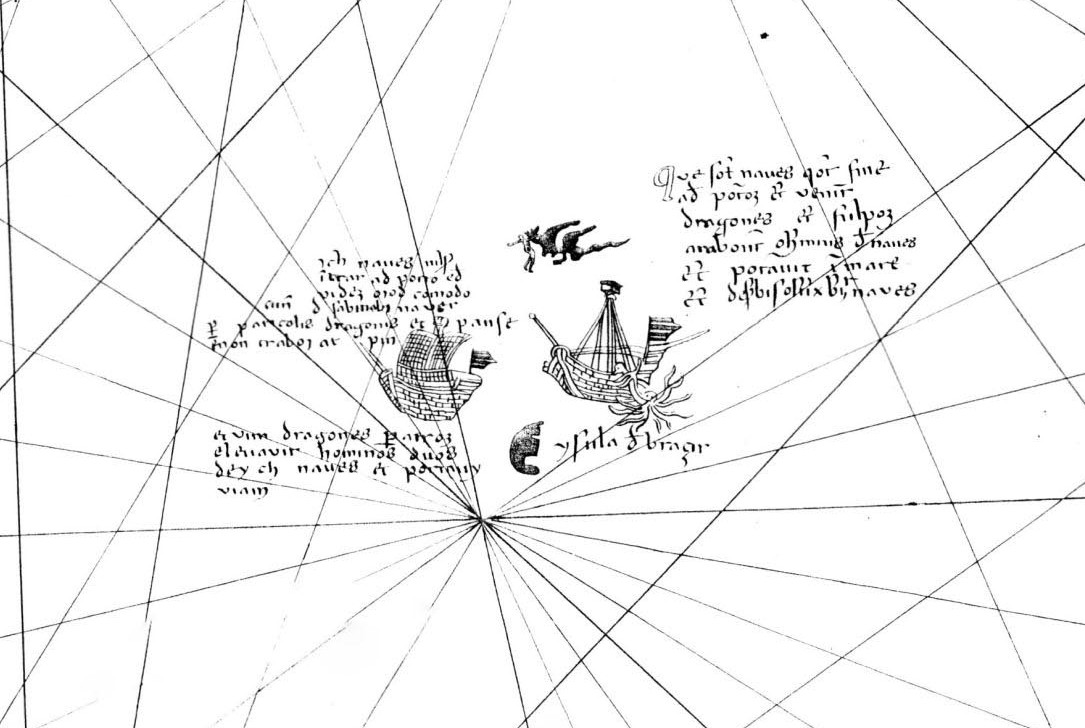
île Brazir (Mayda) sur la carte des frères Pizzigano en 1367, première apparition de l'île

L'Île Mayda (aussi connue sous les noms de Maida, Mayd, Mayde, Meda, Brazir, Mam, Asmaida, Jonzele, Asmayda, Bentule, Las Maidas Bolunda ou encore Vlaanderen) est une île fantôme de l'Atlantique Nord qui a été représentée sur plusieurs cartes publiées à partir de la fin du Moyen Âge. Elle est parfois encore présentes sur quelques cartes au début du XXe siècle. Elle est considérée comme l'île fantôme médiévale qui a eu la plus longue durée d'existence de plus de 500 ans. Sa latitude est souvent celle du golfe de Gascogne, mais sa longitude a varié au fil du temps. Les premières cartes dessinaient l'île à l'ouest de la Bretagne et au sud-ouest de l'Irlande, mais elle s'est ensuite déplacée plus à l'ouest. L'origine de l'île est probablement un récit inconnu datant du Moyen Âge, peut-être d'un pays celtique, l'Irlande ou la Bretagne.

## Histoire

### Une origine médiévale mystérieuse et une multiplicité de noms
William Henry Babcock (en) remarque que lors de ses premières apparitions cartographiques, l'île Mayda est fréquemment associée à l'île de Brasil, une autre île fantôme de l'Atlantique : les deux îles sont soit présentent ensemble, soit absentes toutes les deux. L'île Mayda est le plus souvent dessinée au sud-ouest de l'île de Brasil, quasi-systématiquement avec une forme de croissant. Cette forme permet de suivre son histoire sur les diverses cartes anciennes, car son nom est très variable avant de se fixer au XVIe siècle.
La première mention de l'île remonte à la carte en latin des frères Pizzigano (en) en 1367 où elle est nommée Brazir. Elle est en revanche absente du portulan de 1339 d'Angelino Dulcert où apparaît pour la première fois l'île de Brasil. Dès le début, sa latitude est souvent celle du Golfe de Gascogne.
La carte de 1367 montre Brazir, au large de l'île Brasil, elle-même au large de l'Irlande et de la Bretagne. Babcock remarque le lien constant qui unit ces deux îles aux deux pointes celtiques de l'Europe : leur position mais aussi le drapeau breton sur les bateaux dessinés qui atteignent les îles. Il semble donc exister un récit ou une tradition très ancienne qui relie cette île à l'Irlande et la Bretagne, comme si l'on croyait que les découvreurs l'avaient atteinte depuis ces pays.
Dans l'Atlas catalan de 1375, l'île est cette fois nommée Mam. Babcock spécule qu'il s'agit du nom originel de l'île, Mam ou Man, tiré du gaélique signifiant homme.
Les cartes de Pinelli en 1384 et de Soleri en 1385 montrent les mêmes îles mais ne les nomment pas. En revanche, une carte anonyme de la même période donne encore un nouveau nom à l'île : Jonzele ou Onzele.
La carte de Zuane Pizzigano de 1424 la nomme cette fois-ci Ymana qui pourrait être la transcription de Ynsula Mam.
L'île est quasiment toujours présente sur les cartes de l'Atlantique du XVe siècle et XVIe siècle. Durant toute cette période, l'île est toujours représentée sous une forme de croissant. Babcock remarque que les dessins entourant l'île sont souvent inquiétants. Elle est souvent entourée de démons, ou de personnages néfastes comme des dragons, donnant à l'île une impression de danger, au contraire de l'île de Brazil, toujours montrée sous un jour plus accueillant. Il s'agit peut-être d'une façon de représenter les dangers d'une île à l’extrême limite du monde connu.

### Fixation du nom de Mayda auXVIesiècle
À partir du XVIe siècle, et pour une raison inconnue, le nom de l'île va se transformer autour du vocable Mayda, avec de nombreuses variantes : comme Mayde, Mayd, Maidas, Las Maydas, Asmaidas, Asmaida ou encore Asmandas. Asmaidas est la première à apparaître dans la carte de Martin Waldseemüller de 1513. Une origine arabe a été proposée pour ce nouveau nom, mais sans certitude.
Dans la carte de Mercator de 1569 apparaît une petite île Mayda, étrangement déjetée vers le sud-est, alors qu'une île en croissant, située à la position habituelle de Mayda est baptise étrangement l'île du nom de Vlaanderen (signifiant Flandres). Vers 1572, Abraham Ortelius ne garde plus que l'île Vlaanderen à la place de Mayda. Ce nouveau nom n'aura qu'une durée d'existence limitée qui ne dépassera pas 1600. L'origine de ce nom reste inconnue.
Au cours du XVIe siècle, sans doute en raison de la progression de l'exploration de cette zone, les îles Brazil et Mayda vont être reléguées plus loin vers l'ouest et le milieu de l'océan. Puis la mention de l'île disparaît au cours des siècles, au fur et à mesure que l'exploration progresse et que le doute s'installe sur leur existence. Elle est encore mentionnée sur une carte française de 1771.
En 1717, le jésuite António Cordeiro, dans son histoire des îles de l'Océanie occidentale, fait figurer Mayda (47°20 25°24 [soit 42° 20′ N, 23° 00′ O) parmi les possessions du Portugal.

### Les observations modernes
En octobre 1705, le capitaine français Pierre Nau reporte avoir croisé l'île Mayda à l'amirauté de Bordeaux, la décrivant comme une « petite île blanche, grande comme l'île d'Aix », avec comme position 46° 48′ N, 19° 50′ O,,,.

Une description différente est donnée par un autre navire français en 1738 : 

« Le  sieur Bridon,  Capitaine  de  la  Marie,  revenant  de  la  Martinique, le 10 avril 1738, ayant eu bonne auteur, le temps beau, a  eu  connaissance, à 4 heures du soir, de Meda, qu’il a trouvée, suivant son estime, par  46° 10' de  latitude, & par 35°8 de longitude, méridien de l’île de Fer [soit 46° 10′ N, 19° 40′ O].  Il  a  remarqué cinq têtes de roches, & un  brisant  de six à sept pieds  de haut sur la vigie. »

Sans autre signalement en presque un siècle, Blunt en 1822 doute que Mayda puisse être une île, il pense au plus à un écueil. En 1828, Mayda est cité comme un danger (soit 46° 10′ N, 19° 40′ O) dans les tables géonomiques de Philippe Jean Coulier.

Mais en 1842, une communication ravive la discussion sur l'existence de Mayda. Ce nouveau signalement est dû à Robert Clark, premier chirurgien adjoint de la colonie de Sierra Leone, il est publié dans The Nautical Magazine : 

« A bord du navire Hartley avec pour capitaine W. B. Bradford, en provenance de Sierra Leone et à destination de Plymouth, est passé, le vendredi 26 août 1842 à 5 heures et demie de l'après-midi. par 45°40' de latitude et 19°17' de longitude ouest (45° 40′ N, 19° 17′ O), à la distance de trois quarts de mile du navire, un rocher bicéphale qui, pendant le ressac, a mis à nu une hauteur de 6 ou 8 pieds. La mer s'est brisée avec un léger jet d'eau sur ce rocher d'un blanc sale, entrecoupé de taches de couleur foncée et parsemée de taches de couleur sombre.  Au moment où l'on s'en aperçut, le navire naviguait à la vitesse de 4 nœuds à l'heure, avec un vent du nord d'une vitesse de 10 nœuds.  Le pétrel tempête et d'autres oiseaux volaient autour de lui. Il a été vu pour la première fois par l'un des membres de l'équipage, et l'on supposa que c'était la carcasse d'une baleine ; pour moi, cependant, c'était de toute évidence un rocher, opinion à laquelle le capitaine Bradford (après avoir consulté la carte) a souscrit. Il est à regretter (le temps étant beau) qu'un examen n'ait pas été entrepris, qui aurait pu être facilement accompli à ce moment-là, mais qui a été considéré comme un retard. Plus tard dans la soirée, le temps s'est gâté. Il convient de noter que sa position a été déterminée par un chronomètre. »

 L'année suivante, et en réponse à la dernière communication dans le même journal, un certain D. England confirme la présence d'un récif : 

« Sir. —  En lisant le Nautical du mois dernier, j'ai vu un rocher décrit comme « Clarks Rock » donné par 45°40' N. 19° 17'O. Lors de mon départ pour les Antilles en 1840, par 46° 36' N., long. 19°30'O (46° 36′ N, 19° 30′ O), j'ai vu un rocher à moins de 100 yards, de forme conique, il apparaissait à environ quatre pieds hors de l'eau  hors de l'eau dans le creux de la mer. Il soufflait un fort coup de vent à ce moment-là, avec une très forte houle. J'aurais pensé qu'il était sous l'eau par mer calme. Les cartes marines montrent un récif marqué comme douteux et appelée "Mayda" et il semble donc très évident qu'il y a un rocher à cet endroit. »

Malgré ces dernières observations, l'existence de Mayda est de moins en moins assurée. Elle est citée comme « très douteuse » par les tables officielles du gouvernement américain en 1854 à la position 46° 12′ N, 19° 37′ O. En 1895, Findlay classe Mayda comme un récif qui n'existe pas. Il ne recense pas d'autre signalement que les quatre cités au cours des deux siècles précédents.

### Une longévité exceptionnelle
Mayda est considérée comme l'île fantôme médiévale qui a eu la plus longue durée d'existence depuis son apparition sur la carte de 1367. Ses dernières apparitions remontent au début du XXe siècle : sur une carte pédagogique américaine en relief publiée à Chicago en 1906 ou même sur une carte de l'Atlantique publiée en 1914 à New-York par E. M. Blunt soit une durée d'existence de 547 ans.

## Interprétation
Mayda est vraisemblablement issue d'un récit inconnu du Moyen Âge . Si elle n'est pas totalement fictive, Babcock propose que Mayda, avec sa forme en croissant, puisse être le cap Cod ou une île des Bermudes. Il peut être noté que, quand elles sont présentes sur la même carte, les îles Mayda et Jacquet (une autre île fantôme) partagent la même latitude.

## Évocation
Mayda a donné son nom à Mayda Insula (île Mayda en latin), une formation d'albédo claire d'environ 150 × 90 kilomètres située sur Titan, le plus gros satellite naturel de Saturne

## Cartographie
Les diverses localisations proposées de l'île sont visualisables sur la carte OpenStreetMap ci-contre.
Série de cartes contenant une mention de l'île Mayda, présentées par ordre chronologique :
| Date      | nom de l'île | Carte | Position approximative sur la carte | Image ou référence et lien |
| --------- | --- | --- | ----------------------------------- | -------------------------- |
| 1367      | Brazir | Carte en latin des frères Pizzigano (en) |                                     |                            |
| 1375      | Mam | Atlas catalan |                                     |                            |
| 1424      | Ymana | carte de Zuane Pizzigano | 49° 00′ N, 14° 00′ O                |                            |
| 1436      | Bentule | carte de Andrea Bianco |                                     |                            |
| 1513      | Asmaidas | carte de Martin Waldseemüller | 46° 50′ N, 14° 00′ O                |                            |
| 1546      | Maidas | carte de Pierre Desceliers | 47° 00′ N, 19° 00′ O                |                            |
| 1569      | Maida mais l'île semble plutôt correspondre à une autre île en croissant appelée Vlaenderen, comme chez Ortelius | carte de Gérard Mercator | 46° 00′ N, 17° 00′ O                |                            |
| 1572      | Vlaenderen | carte d'Abraham Ortelius | 47° 00′ N, 20° 00′ O                |                            |
| 1620      | I. das Meidas | carte de Nicolas van Geelkerken | 47° 00′ N, 20° 30′ O                |                            |
| 1772      | I. Mayda | Nouvelle carte réduite de l'Océan Atlantique par d'Eveux de Fleurieu                                                                                                 | 46° 40′ N, 20° 00′ O                | voir en ligne :            |
| 1775      | I. Mayda douteuse                                                                                                | Carte réduite d'une partie de l'Océan Atlantique par Verdun de la Crenne                                                                                             | 46° 10′ N, 19° 30′ O                | voir en ligne :            |
| 1775      | Meda or Mayda I. 1705 White and flat                                                                             | A chart of the Atlantic Ocea : carte en anglais | 46° 40′ N, 19° 30′ O                |                            |
| vers 1779 | I. Mayda | Bowles's new pocket map of the Atlantic or Western Ocean : carte en anglais                                                                                          | 46° 40′ N, 19° 00′ O                |                            |
| 1814      | Meda or Maida I. White and flat                                                                                  | Thomson Map of the Atlantic Ocean : carte en anglais | 47° 20′ N, 19° 00′ O                |                            |
| 1859      | Mayda Shoal | General chart, of the North Atlantic, or Western Ocean, from the equator to 62° north latitude, according to the latest, surveys and observations : carte en anglais | 46° 30′ N, 20° 00′ O                | voir en ligne :            |
| 1869      | Mayda ? | 1869 map of the Atlantic telegraphic communication between France, England & America : carte en anglais                                                              | 45° 30′ N, 20° 00′ O                |                            |
| 1899      | L'île Mayda n'est pas nommée mais présente à sa localisation habituelle                                          | Carte en anglais de l'ouvrage : Ridpath's history of the world | 45° 00′ N, 19° 40′ O                |                            |